# Pint of Science
Pint of Science es un festival de divulgación científica que tiene como objetivo comunicar al público los avances científicos que se desarrollan en la actualidad de una manera interesante, atractiva y accesible llevando a investigadores y científicos a los bares y a otros lugares accesibles. El evento se lleva a cabo anualmente durante tres días del mes de mayo y cubre todos los aspectos de la investigación divididos en bloques temáticos bajo los títulos 'Mente maravillosa', 'De los átomos a las galaxias', 'Nuestro cuerpo', 'Planeta Tierra', 'Tech me out!' y ' Nuestra sociedad'. 
La última edición celebrada tuvo lugar del 20 al 22 de mayo de 2019 en más de 400 ciudades de 24 países. Está organizado por voluntarios locales, principalmente por investigadores de posgrado y posdoctorado que trabajan en universidades. Debido a la incidencia de la pandemia provocada por la COVID-19, la edición de 2020 en España ha sido cancelada.

## Historia
Pint of Science tiene su origen en una iniciativa de 2012 llevada a cabo por un grupo de investigadores de posgrado y postdoctorado en el Reino Unido. Los fundadores del festival, el Dr. Michael Motskin y el Dr. Praveen Paul, especialistas en diferentes afecciones neurodegenerativas en el Imperial College de Londres, se percataron de la brecha que existía entre sus labores en investigación y la percepción de la sociedad sobre estas. Consideraron que era importante difundir su trabajo, especialmente a las personas y familias afectadas por las condiciones en las que ellos mismos investigaban.
En septiembre de 2012, organizaron 'Meet the Researchers', un evento que llevó a personas afectadas por Parkinson, Alzheimer, enfermedades de la motoneurona y esclerosis múltiple a sus laboratorios para que pudieran ver de primera mano sus investigaciones. La actividad provocó una experiencia positiva tanto para los visitantes, interesados en las bases biológicas de las aflicciones con las que trabajaban y la investigación científica básica, como para el personal investigador. La satisfacción producida por el evento inspiró a sus responsables a crear Pint of Science con el objetivo de llevar a los científicos a las personas. Celebrada la primera edición del festival en mayo de 2013 en tres ciudades, Pint of Science recibió muchos correos electrónicos de personas que deseaban unirse, tanto en el Reino Unido como en el resto del mundo. 
En mayo de 2015, un total de ocho ciudades acogieron la primera edición celebrada en España: Madrid, Barcelona, Zaragoza, Valencia, Murcia, San Sebastián, Pamplona y Santiago de Compostela. El gran éxito de la primera convocatoria provocó una marea de colaboración entre personas voluntarias e instituciones de todo el país que se extendió hasta llegar a las 73 ciudades y superó los 100 bares en su quinta edición.

## Formato del evento

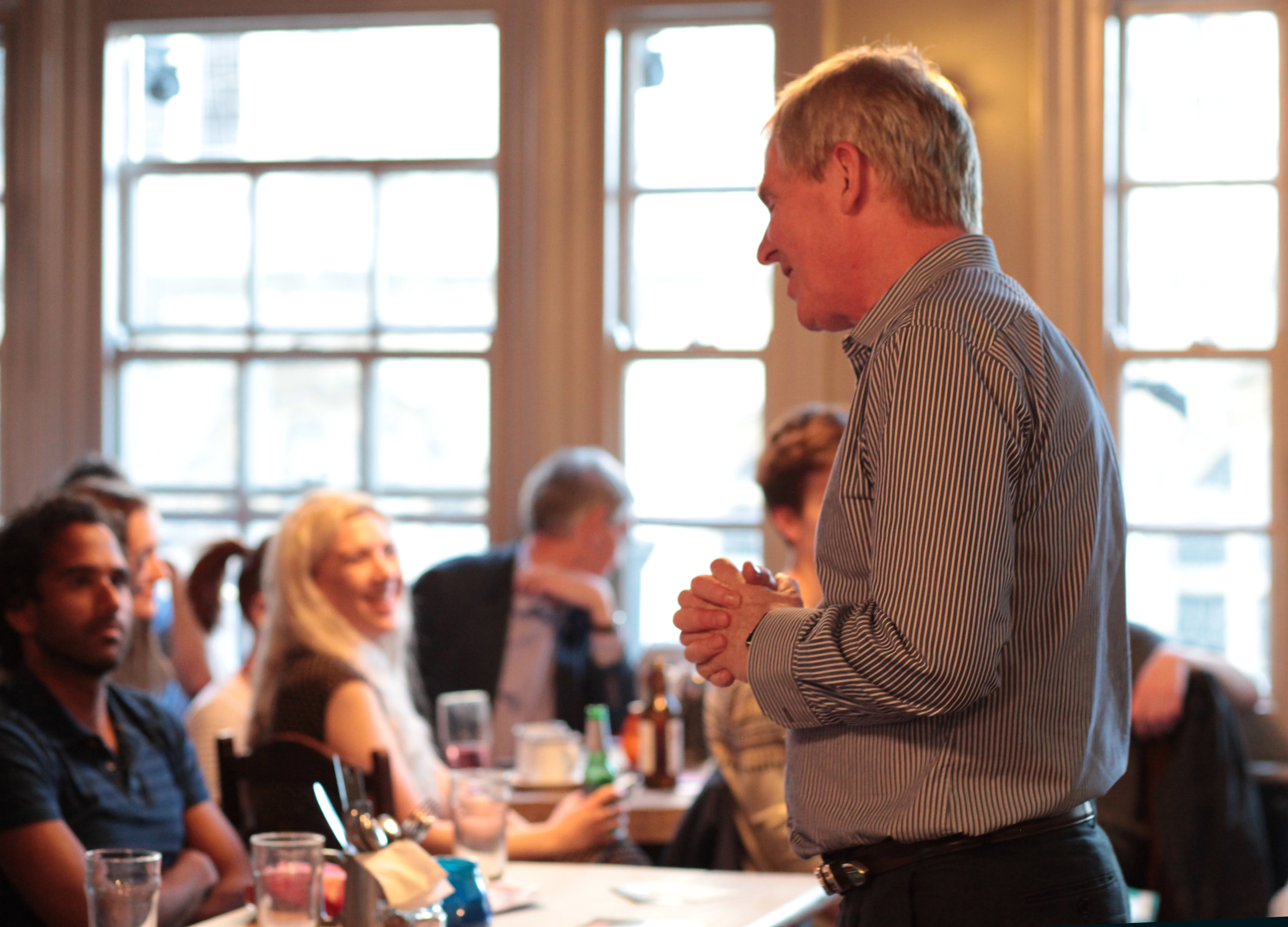
Charla de Pint of Science

No cuenta con un formato fijo, los grupos de voluntarios locales tienen libertad en la puesta a punto de los eventos. Pint of Science busca recrear el ambiente de los festivales de música, en lugar de una serie de conferencias formales, ofreciendo escenario en cada ciudad a expertos de diversos campos científicos para presentar sus últimos descubrimientos e interactuar con el público. Para conseguir una mayor interacción, se anima a los ponentes a traer instrumentos o elementos de sus laboratorios.

## Colaboración con artistas
El equipo de la sede de Cambridge (Reino Unido) creó 'Creative Reactions', un proyecto de colaboración entre artistas y cincuenta científicos participantes en Pint of Science para producir obras de arte relacionadas con el contenido científico presentado en las charlas. Los artistas crearon obras de arte únicas basadas en sus propias interpretaciones y que plasmaron en distintos formatos como la ilustración, la pintura, la joyería, la serigrafía, el cine o la danza. El resultado de la primera colaboración se mostró en una exposición al final de la edición celebra en 2015, que contó con más de 700 visitantes en Cambridge. 'Creative Reactions' se ha expandido a otras ciudades en el Reino Unido. 

## Internacional
En su segunda edición (2014), el festival Pint of Science se amplió a Australia, Francia, Irlanda, Suiza y Estados Unidos, y todos los países celebraron los eventos durante los mismos tres días.
Élodie Chabrol participó en la creación del festival en Londres en 2013, y en 2014 pasó a crear la rama francesa del festival, que sigue dirigiendo. Desde 2017 Élodie Chabrol es también directora internacional y ha trabajado para incluir a más de 20 nuevos países, repartidos por todo el mundo a través de cientos de ciudades. Los objetivos y propósitos pueden diferir de un país a otro, pero todos colaboran para ofrecer el festival en las mismas fechas. El mayor país de Pint of Science en cuanto a número de ciudades que acogen el festival es Brasil, que contó con casi 90 ciudades participantes en 2019.  

## Premios
Pint of Science fue galardonado en noviembre de 2015 con un "Points of Light", un premio otorgado por el primer ministro británico a proyectos de voluntariado, y los fundadores fueron entrevistados en el canal de televisión London Live .
La universidad Imperial College London premio a Pint of Science con el "President's Inspirational Partner Award for Excellence in Societal Engagement" en junio de 2017. 